# Thera lisciata
Thera lisciata är en fjärilsart som beskrevs av Franz Dannehl 1925. Thera lisciata ingår i släktet Thera och familjen mätare. Inga underarter finns listade i Catalogue of Life.